# Färjestaden (Öland)
Färjestaden is een plaats (tätort) in de gemeente Mörbylånga in het landschap en eiland Öland en de provincie Kalmar län in Zweden. De plaats heeft 4636 inwoners (2005) en een oppervlakte van 450 hectare. De plaats is de grootste plaats op Öland. De plaats grenst aan de Kalmarsund en net ten noorden van de Färjestaden komt de Ölandsbron, de brug die Öland met het vasteland verbindt aan land. De overige directe omgeving van de plaats bestaat voornamelijk uit landbouwgrond, maar er ligt ook wat bos rondom het dorp.
Er is ook een småort Färjestaden (zuidwestelijk deel) (Zweeds: Färjestaden (sydvästra delen)) dit småort ligt net ten zuidwesten van het tätort Färjestaden. Färjestaden (zuidwestelijk deel) heeft 172 inwoners (2005) en een oppervlakte van 65 hectare.

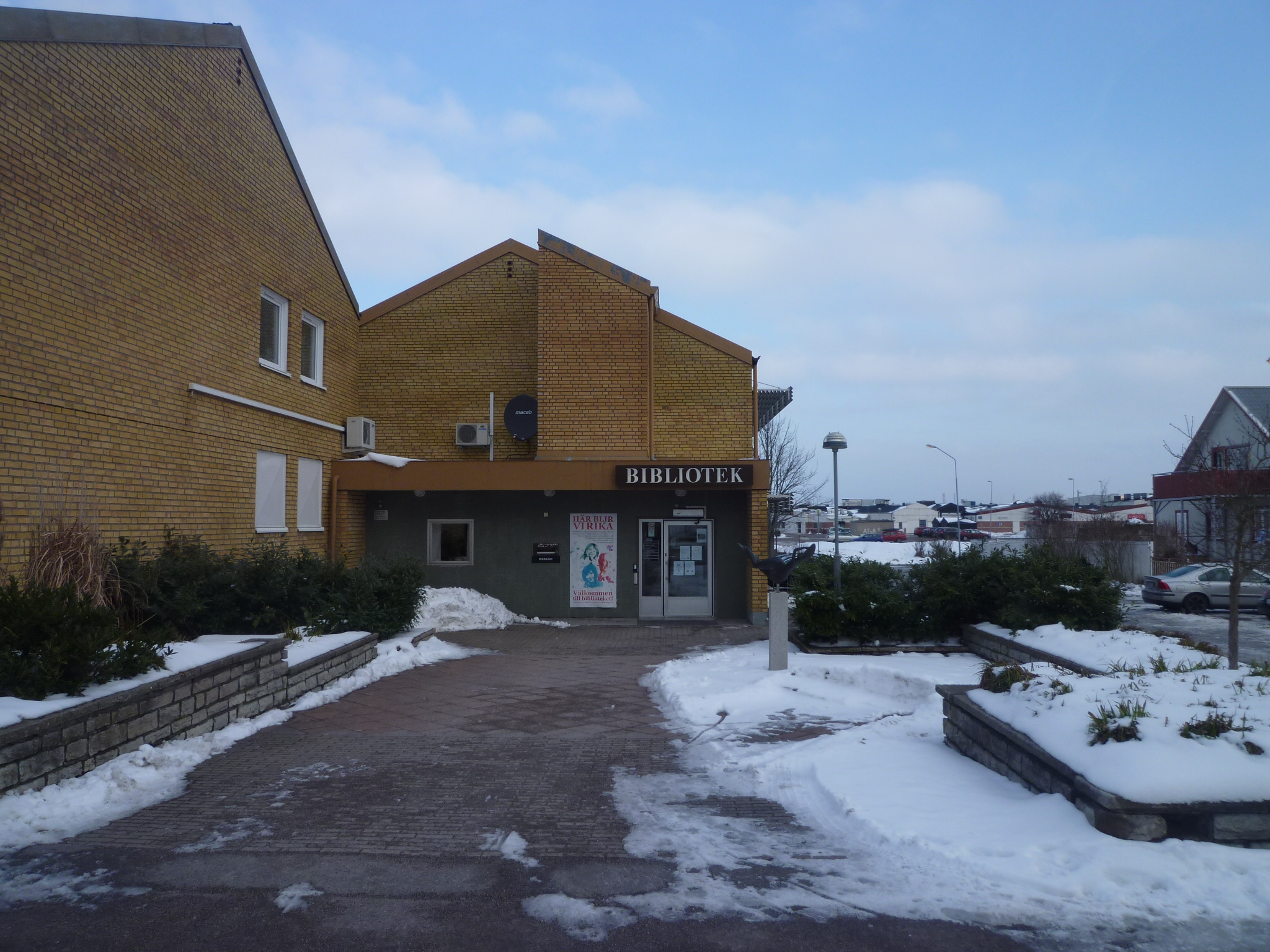
Bibliotheek van Färjestaden
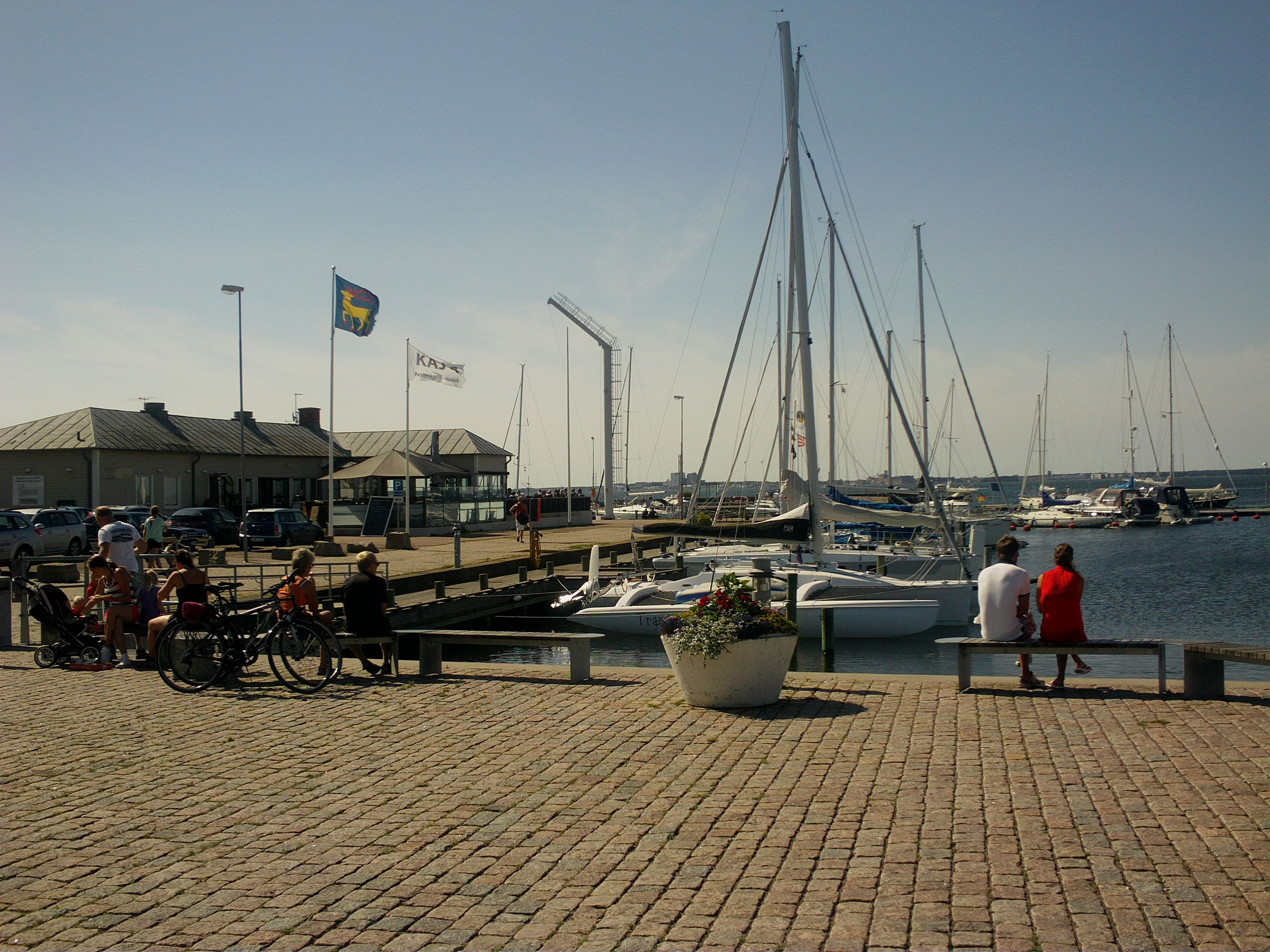
Haven van Färjestaden

Albrunna · Alby · Algutsrum · Alvlösa · Arontorp · Ås · Bläsinge · Bredinge · Bröttorp · Bårby · Degerhamn · Dörby · Eketorp · Eriksöre · Frösslunda · Färjestaden · Gettlinge · Glömminge · Gräsgård · Grönhögen · Gårdby · Gårdstorp · Hagby-Bläsinge · Hammarby · Hässleby · Hulterstad · Isgärde · Karlevi · Kastlösa · Kleva · Kråketorp · Lenstad · Lindby · Mellby · Mysinge · Mörbylilla · Mörbylånga · Norra Kvinneby · Norra Möckleby · Norra Näsby · Näsby · Össby · Ottenby · Resmo · Risinge · Runsbäck · Ryd · Rösslösa · Seby · Skogsby · Skärlöv · Smedby · Solberga · Stenåsa · Stora Frö · Sägerstad · Södra Möckleby · Torngård · Triberga · Ventlinge · Vickleby · Västerstad